# El cartero siempre llama dos veces (película de 1981)
El cartero siempre llama dos veces (The Postman Always Rings Twice) es una película estadounidense de 1981 basada en la novela homónima de 1934, escrita por James M. Cain. De ella se había rodado otra famosa adaptación en 1946, con Lana Turner encarnando a la protagonista femenina. La versión de 1981 se sirvió de un guion de David Mamet, fue dirigida por Bob Rafelson y contó con Jack Nicholson y Jessica Lange como actores principales.

## Sinopsis
Frank, una persona de mal vivir, hace una parada en la California rural y entra a comer en un local. Se queda a trabajar allí. El local está regentado por una joven y bella mujer (Cora) y su marido de mucha más edad (Nick), un inmigrante griego. 
Frank y Cora inician una relación clandestina. Cora (una femme fatale) está cansada de su situación, casada con un hombre al que no quiere y trabajando en un local del que quisiera ser propietaria para poder hacer mejoras. Ella y Frank planean asesinar a Nick para comenzar una nueva vida juntos sin que ella pierda el local. Su primer intento resulta fallido, pero al final lo consiguen.  
El fiscal sospecha lo que ha ocurrido, pero no tiene pruebas suficientes para demostrarlo. Por ello decide acusar únicamente a Cora por el crimen para enfrentarla con Frank. Aunque consigue que los dos se enfrenten, un truco del abogado de Cora evita que su autoconfesión llegue a manos del fiscal. Al fallar la táctica del fiscal, Cora es finalmente puesta en libertad.
Frank y Cora consiguen normalizar finalmente su tumultuosa relación y planean un futuro en común. Pero, cuando parece que finalmente van a vivir felices para siempre, Cora fallece en un accidente de tráfico.

## Variaciones respecto a la novela
La diferencia principal entre la novela original y la adaptación es el final. En la novela, Frank es condenado por el asesinato de Cora de forma irónica, pues su muerte fue un mero accidente.

## Reparto
- Jack Nicholson: Frank Chambers
- Jessica Lange: Cora Papadakis
- John Colicos: Nick Papadakis
- Michael Lerner: Mr. Katz, el abogado
- John P. Ryan: Kennedy
- Anjelica Huston: Madge

## Detalles curiosos
Esta cinta la lanzó inicialmente la compañía Paramount Pictures, pero solo se ocupó de su distribución en los cines y no financió el rodaje. La película fue producida por Lorimar, la misma compañía que lanzó la serie televisiva Dallas. Lorimar mantuvo todos los derechos de la película hasta que los vendió a Warner Communications en 1989. 
La película es especialmente recordada por la escena de sexo sobre la mesa de la cocina, tan intensa que muchos creen que Lange y Nicholson tuvieron sexo real. Sin embargo, este extremo ha sido negado por todas las personas implicadas en el rodaje.
La promoción de la película se sirvió del eslogan: «Si hubiera un undécimo mandamiento, también lo habrían incumplido» (del inglés «If there were an 11th Commandment, They Would Have Broken That, Too.»).

## Otras adaptaciones de la novela
- Le dernier tournant (Pierre Chenal, 1939)
- Obsesión (Luchino Visconti, 1943)
- El cartero siempre llama dos veces (Tay Garnett, 1946)
- El cartero siempre llama dos veces (Stephen Paulus, ópera de 1982)